# 찰리와 거대한 유리 엘리베이터
찰리와 거대한 유리 엘리베이터(영어: Charlie and the Big Glass Elevator)는 영국의 작가 로알드 달이 쓴 아동소설이다. 1972년에 발표되었으며, 1964년에 발표된 《찰리와 초콜릿 공장》의 후속편으로 나왔다.

## 줄거리
《찰리와 초콜릿 공장》의 후속편으로 찰리 버켓과 그의 가족들, 웡카가 유리 엘리베이터를 타고 지구를 따라 빙빙 돌다가 우주호텔 근무자들을 태운 수송용 캡슐과 충돌하는데, 우주호텔 안에는 위험하고 투명한 괴물들이 있지만 찰리와 윌리 웡카 씨는 사람들에게 늙어지는 약을 적절히 투여해서 다시 원래대로 돌려놓고, 미국 백악관에 조종사들을 구해 줘서 고맙다고 초대를 받게 된다. 그래서 끝내 헬리콥터를 타고 백악관으로 가게 된다. 찰리는 웡카의 초콜릿 공장을 가지게 된다.